# Lisa Thomaidis
Lisa Thomaidis (Dundas, 21 marzo 1972) è un'ex cestista e allenatrice di pallacanestro canadese.

## Carriera
Ha guidato il Canada ai Giochi olimpici del 2006 e a due edizioni dei Campionati mondiali (2014, 2018).